# Danny Collins
Daniel Lewis "Danny" Collins (Chester, Inglaterra; 6 de agosto de 1980) es un exfutbolista galés que juega en la posición de defensa central. Fue internacional absoluto con la selección de Gales entre los años 2005 y 2011.
Collins empezó su carrera en Gales, en las inferiores del Molde Alexandra FC y el Buckley City FC, antes de unirse al Chester City FC en 1996. En sus primeros dos años con el Chester marcó 20 goles. En la temporada 2002-03 fue cedido al Vauxhall Motors F.C. de Cheshire, Inglaterra.  
De regreso al Chester, los buenos rendimientos de Collins atrajeron la atención del Sunderland Association FC, que lo fichó por £140,000. En este equipo, jugó 150 partidos y logró dos ascensos a la Premier League. En agosto de 2009, Collins se unió al Stoke City FC en un traspaso de £2.75 millones, donde jugó de lateral izquierdo. 
Después de perder continuidad en el equipo, fue cedido al Ipswich Town FC  en septiembre de 2011, y, más tarde, en marzo de 2012, al West Ham United FC. 
Firmó con el Nottingham Forest FC en julio de 2012.
Fue  jugador de la Selección de Inglaterra C en seis ocasiones, para luego representar internacionalmente a  Gales.
Anunció su retiro como profesional en diciembre de 2019.

## Trayectoria

### Inicios
Empezó su carrera en la Cymru Alliance. Después de realizar pruebas en el Wrexham y el Tranmere Rovers, firmó con el Chester City en diciembre de 2001 (que jugaba en la Conference Premier). Antes de debutar profesionalmente como futbolista, Collins jugaba Críquet en el Club de Críquet de Gales.  En el año 1999, jugó dos partidos, donde tomó dos wickets en una media de 37.50 y consiguió 14 carreras en una media de 7.00 puntos.

### Chester City
Collins debutó en el Chester City en la derrota por 3–1 contra el Northwich Victoria FC, en el boxing day de 2001. En sus tres años en el club, jugó cerca de 70 partidos con la camiseta del Chester.  
Pero fue después de ser cedido al Vauxhall Motors cuando su carrera comenzó a despegar, pasando de ser un delantero poco convincente a un buen defensa central. 
Sorprendentemente, ayudó a su equipo en la victoria contra el Queens Park Rangers, donde consiguieron eliminarlos de la FA Cup, en noviembre de 2002. En la temporada siguiente, Collins vivió el ascenso y regreso del Chester FC a la Football Conference, después de estar cuatro años ausentes de la Football League. A pesar de que el Chester FC tuvo un inicio un tanto mediocre en la temporada 2004–05, Collins continuó sorprendiendo y marcó un gol en el tiempo de descuento contra el Macclesfield Town FC, que dio al equipo su primera victoria de la temporada, el día 4 de septiembre de 2004. 

### Sunderland
Un mes más tarde se unió al Sunderland por un traspaso de £140,000. Otros clubes como el Sheffield United habían mostrado interés por el futbolista, y Neil Warnock, el director del club, acusó al Chester por el mal manejo de la transferencia de Collins al Sunderland.
Acabó la temporada 2004–05 con otro broche de oro y compartiendo equipo con otros compatriotas galeses, como los defensas Gary Breen, Steven Caldwell y George McCartney en su primera temporada en el club, donde hizo 14 apariciones. 
Consiguieron la promoción a la Premier League en la temporada 2005–06, y el Sunderland fichó a varios jugadores como refuerzos; Collins se quedó fuera del primer equipo. Más adelante, se hizo un lugar de lateral, pero el Sunderland realizó una pésima campaña y el equipo fue al descenso por tan solo haber acumulado 15 puntos en la competición.
Collins empezó la temporada 2006–07 siendo elegido como defensa titular en el Sunderland, pero estuvo lesionado y ausente de la plantilla durante cuatro jornadas de la temporada, después de ser abucheado por un sector de la grada al equivocarse en una jugada y otorgarle el gol al equipo rival: el Plymouth Argyle. 
Collins recuperó su lugar en el equipo con la llegada del director Roy Keane, con el que ganaron otro título de campeones. El 15 de diciembre Collins anotó un gol en el último minuto contra el Aston Villa FC que habría dado la victoria al Sunderland, a no ser que el árbitro Steve Bennett no hubiera dado como nulo el gol por una falta sobre Scott Carson, la cual resultaba no ser evidente, y como consecuencia, el gol tendría que haber sido válido.
El 5 de abril de 2008, Collins anotó el gol de la victoria en el 3–1 del Sunderland sobre el Fulham en el Craven Cottage. 
Collins se fue estableciendo en el primer equipo como defensa titular en el Sunderland, estando presente en 32 jornadas en la temporada 2007–08. El 30 de enero de 2009, Collins renovó el contrato por dos años y medio más con el equipo, por lo que seguía en el club hasta, al menos, el fin de la temporada de 2010–11.

### Stoke City
El 29 de agosto el Sunderland FC informó que había aceptado una oferta del Stoke City para el jugador Danny Collins. Firmó con el Stoke City el 1 de septiembre de 2009, a cambio de £3.5 millones. Collins debutó en el Stoke City con una derrota 2–1 de local, frente al Chelsea.
En el siguiente partido, contra el Bolton Wanderers, el Stoke City iba ganando hasta el minuto 88, cuando Collins cargó contra Sam Ricketts en el área de penal. Esta falta le costó al Stoke City tres puntos. Collins luchó para quedarse con la posición de lateral izquierdo durante la temporada 2009–10, con la que a menudo rotaba con su compañero Danny Higginbotham.
Aunque Collins empezó la temporada 2010–11 en muy buena forma, quedó fuera de los 25 jugadores de la lista de elegidos por el director técnico Tony Pulis, para la temporada 2011–12. Collins fue cedido al Ipswich Town durante tres meses, mediante un acuerdo con el Stoke City, el 9 de septiembre de 2011.
El futbolista disputó 16 partidos con el Ipswich, anotando tres goles antes de regresar al Stoke City. Collins declaró que esperaba dejar el Stoke City en el Mercado de fichajes de enero de 2012. No se logro el traspaso que lo desvinculara del Stoke City, e hizo una sola aparición en el equipo en la quinta ronda de la FA Cup ante Crawley Town FC. También jugó contra el Valencia en la UEFA Europa Liga, en el Estadio Mestalla.
Collins fue nuevamente cedido al West Ham United hasta el final de la temporada 2011–12. Debutó el 10 de marzo en un empate 1–1 contra el Doncaster Rovers FC, entrando en el minuto 80, sustituyendo a Kevin Nolan. El 17 de marzo Collins marcó su primer gol en un empate 1–1 contra el Leeds United.

### Rotherham United
El 3 de julio de 2015 Collins fue cedido al Rotherham United FC Marcó su primer gol en el nuevo equipo en la segunda jornada de la temporada, abriendo el marcador del partido que resultó en derrota 2–1 contra su ex-club, el Nottingham Forest FC.

### Grimsby Town
Fichó en el Grimsby Town de la League Two el 12 de septiembre de 2016.
Anunció su retiro como profesional en diciembre de 2019.

## Selección nacional
A pesar de nacer en Inglaterra, Collins ha representado a Gales en el plano internacional. Debutó el 9 de febrero de 2005, en una victoria 2–0 contra Hungría, en el primer partido de John Toshack dentro de su segunda temporada como director técnico del Gales. Su última aparición fue el 22 de agosto de 2007, en la victoria 1–0 en un amistoso contra Bulgaria. Dos meses después del partido, Collins se despidió del Gales para afrontar a Alemania y Eslovaquia en la ronda de clasificación de la Euro 2008. Collins estuvo convocado con Gales para la Clasificación para la Eurocopa 2012, en octubre de 2010. Su primera convocatoria fue cuando jugaba en el Nottingham, para afrontar los partidos frente a Bélgica y Serbia, por la clasificación de la Copa Mundial de la FIFA 2014. Sin embargo, Collins rechazó la llamada

## Estadísticas
| Club                     | Temporada           | Liga                     | Liga     | Liga  | FA Cup   | FA Cup | Copa Nacional | Copa Nacional | Internacional | Internacional | Total    | Total |
| Club                     | Temporada           | División                 | Partidos | Goles | Partidos | Goles  | Partidos      | Goles         | Partidos      | Goles         | Partidos | Goles |
| ------------------------ | ------------------- | ------------------------ | -------- | ----- | -------- | ------ | ------------- | ------------- | ------------- | ------------- | -------- | ----- |
| Chester City             | 2001–02             | National League          | 8        | 0     | 0        | 0      | —             | —             | 0             | 0             | 8        | 0     |
| Chester City             | 2002–03             | National League          | 10       | 0     | 0        | 0      | —             | —             | 2             | 0             | 12       | 0     |
| Chester City             | 2003–04             | National League          | 41       | 3     | 2        | 0      | —             | —             | 2             | 0             | 45       | 3     |
| Chester City             | 2004–05             | EFL League Two           | 12       | 1     | 0        | 0      | 1             | 0             | 0             | 0             | 13       | 1     |
| Chester City             | Total               | Total                    | 71       | 4     | 2        | 0      | 1             | 0             | 4             | 0             | 78       | 4     |
| Vauxhall Motors (cedido) | 2002–03             | Premier League del norte | 18       | 2     | 6        | 0      | —             | —             | 0             | 0             | 24       | 2     |
| Sunderland               | 2004–05             | EFL Championship         | 14       | 0     | 1        | 0      | 0             | 0             | —             | —             | 15       | 0     |
| Sunderland               | 2005–06             | Premier League           | 23       | 1     | 2        | 0      | 2             | 0             | —             | —             | 27       | 1     |
| Sunderland               | 2006–07             | EFL Championship         | 38       | 0     | 1        | 0      | 1             | 0             | —             | —             | 40       | 0     |
| Sunderland               | 2007–08             | Premier League           | 36       | 1     | 1        | 0      | 0             | 0             | —             | —             | 37       | 1     |
| Sunderland               | 2008–09             | Premier League           | 35       | 1     | 3        | 0      | 3             | 0             | —             | —             | 41       | 1     |
| Sunderland               | 2009–10             | Premier League           | 3        | 0     | 0        | 0      | 0             | 0             | —             | —             | 3        | 0     |
| Sunderland               | Total               | Total                    | 149      | 3     | 8        | 0      | 6             | 0             | 0             | 0             | 163      | 3     |
| Stoke City               | 2009–10             | Premier League           | 25       | 0     | 5        | 0      | 0             | 0             | —             | —             | 30       | 0     |
| Stoke City               | 2010–11             | Premier League           | 25       | 0     | 2        | 0      | 0             | 0             | —             | —             | 27       | 0     |
| Stoke City               | 2011–12             | Premier League           | 0        | 0     | 1        | 0      | 0             | 0             | 2             | 0             | 3        | 0     |
| Stoke City               | Total               | Total                    | 50       | 0     | 8        | 0      | 0             | 0             | 2             | 0             | 60       | 0     |
| Ipswich Town (cedido)    | 2011–12             | EFL Championship         | 16       | 3     | 0        | 0      | 0             | 0             | —             | —             | 16       | 3     |
| West Ham United (cedido) | 2011–12             | EFL Championship         | 11       | 1     | 0        | 0      | 0             | 0             | 0             | 0             | 11       | 1     |
| Nottingham               | 2012–13             | EFL Championship         | 40       | 0     | 1        | 0      | 2             | 0             | —             | —             | 43       | 0     |
| Nottingham               | 2013–14             | EFL Championship         | 23       | 1     | 3        | 0      | 2             | 0             | —             | —             | 28       | 1     |
| Nottingham               | 2014–15             | EFL Championship         | 8        | 0     | 0        | 0      | 0             | 0             | —             | —             | 8        | 0     |
| Nottingham               | Total               | Total                    | 71       | 1     | 4        | 0      | 4             | 0             | —             | —             | 79       | 1     |
| Rotherham United         | 2015–16             | EFL Championship         | 24       | 2     | 0        | 0      | 2             | 0             | —             | —             | 26       | 2     |
| Grimsby Town             | 2016–17             | League Two               | 36       | 2     | 1        | 0      | 0             | 0             | 0             | 0             | 37       | 2     |
| Grimsby Town             | 2017–18             | League Two               | 40       | 4     | 1        | 0      | 2             | 0             | 1             | 0             | 44       | 4     |
| Grimsby Town             | 2018–19             | League Two               | 3        | 0     | 0        | 0      | 0             | 0             | 1             | 0             | 4        | 0     |
| Grimsby Town             | Total               | Total                    | 79       | 6     | 2        | 0      | 2             | 0             | 2             | 0             | 85       | 6     |
| Total de su carrera      | Total de su carrera | Total de su carrera      | 489      | 22    | 30       | 0      | 15            | 0             | 8             | 0             | 542      | 22    |

### Selección nacional
Actualizado hasta junio de 2011
| Selección de fútbol de Gales | Selección de fútbol de Gales | Selección de fútbol de Gales |
| Año                          | Partidos                     | Goles                        |
| ---------------------------- | ---------------------------- | ---------------------------- |
| 2005                         | 4                            | 0                            |
| 2007                         | 3                            | 0                            |
| 2010                         | 2                            | 0                            |
| 2011                         | 3                            | 0                            |
| Total                        | 12                           | 0                            |

## Palmarés
Chester City
- Football Conference: 2003–04

Sunderland
- Campeonato de Liga de fútbol: 2004–05, 2006–07

Stoke City
- Subcampeón de la Copa FA: 2010–11